# Derrick Harvey
(en) Statistiques sur pro-football-reference
Derrick Harvey, né le 9 novembre 1986 à Greenbelt (Maryland), est un joueur américain de football américain évoluant au poste de defensive end.
Étudiant à l'Université de Floride, il joua pour les Gators de la Floride.
Il fut drafté en 2008 à la 8e place (premier tour) par les Jaguars de Jacksonville.